# Eclissi solare del 18 marzo 1950
L'eclissi solare del 18 marzo 1950 è un evento astronomico che ha avuto luogo il suddetto giorno attorno alle ore 15.32 UTC.L'eclissi, di tipo anulare, è stata visibile in alcune parti dell'Africa, del Sud America e dell'Antartide.

## Percorso e visibilità
L'eclissi anulare è stata estremamente breve, l'eclissi solare parziale ha lambito la punta meridionale del Cile, la punta meridionale dell'Argentina, le Isole Falkland, la Georgia del Sud e le Isole Sandwich meridionali, sud ovest dell'Africa centrale, Sudafrica e circa la metà del continente Antartico in prossimità dell'Oceano Atlantico. In Antartide ha oltrepassato il territorio settentrionale della regina Maud. Nel 1950 vi erano pochissime stazioni di ricerca scientifica in Antartide. L'eclissi passò sopra all'area che avrebbe in seguito ospitato le basi giapponesi di Mizuho e Showa.

## Eclissi correlate

### Eclissi solare 1950 - 1953
Questa eclissi è un membro di una serie semestrale. Un'eclissi in una serie semestrale di eclissi solari si ripete approssimativamente ogni 177 giorni e 4 ore (un semestre) a nodi alternati dell'orbita della Luna.

### Ciclo di Saros 119
L'evento fa parte del ciclo di Saros 119, che si ripete ogni 18 anni, 11 giorni, comprendente 71 eventi. La serie è iniziata con l'eclissi solare parziale il 15 maggio 850 d.C. Comprende eclissi totali il 9 agosto 994 d.C. e il 20 agosto 1012 con un'eclissi ibrida il 31 agosto 1030. Ha eclissi anulari dal 10 settembre 1048 sino alla corrente eclissi del 18 marzo 1950. La serie termina al membro 71 con un'eclissi parziale il 24 giugno 2112. La durata più lunga nella serie di eclissi totali è stata di soli 32 secondi il 20 agosto 1012. La durata più lunga dell'anularità è stata di 7 minuti, 37 secondi il 1 ° settembre 1625. La durata più lunga dell'ibridità è stata di soli 18 secondi il 31 agosto 1030.